# August Schmidt
August Schmidt (3 de noviembre de 1892 - 17 de enero de 1972) fue un general alemán que comandó la 10.ª División de Granaderos Panzer durante la II Guerra Mundial. Fue condecorado con la Cruz de Caballero de la Cruz de Hierro con Hojas de Roble de la Alemania Nazi.
Schmidt se rindió al Ejército Rojo en abril de 1945. Condenado como criminal de guerra en la Unión Soviética, fue retenido hasta 1955.

## Condecoraciones
- Cruz de Hierro (1914) 2ª Clase (14 de septiembre de 1914) & 1ª Clase (14 de octubre de 1916)[1]
- Broche de la Cruz de Hierro (1939) 2ª Clase (17 de septiembre de 1939) & 1ª Clase (1 de octubre de 1939)[1]
- Cruz de Caballero de la Cruz de Hierro con Hojas de Roble
  - Cruz de Caballero el 27 de octubre de 1939 como Oberst y comandante del 20º Regimiento de Infantería[2]
  - Hojas de Roble el 23 de enero de 1944 como Generalleutnant y comandante de la 10.ª División de Granaderos Panzer[3]